# Kunishige Kamamoto
Kunishige Kamamoto, född 15 april 1944 i Kyoto, död 10 augusti 2025 i Osaka, var en japansk fotbollsspelare.
Han blev olympisk bronsmedaljör i fotboll vid sommarspelen 1968 i Mexico City.